# Société linnéenne suédoise
La Société linnéenne suédoise (Svenska Linnésällskapet en suédois) est une société savante ayant pour but de faire connaître Carl von Linné, de promouvoir l’étude et la diffusion de son œuvre et de défendre les sciences naturelles.
La Société linnéenne suédoise a été fondée le 23 mai 1917, à l'occasion du 210e anniversaire de la naissance de Linné. Elle a acquis le domaine de Råshult (le lieu de naissance de Linné) en 1918, et l'a transformé en musée depuis 1937. Elle assure aussi la publication de textes consacrés à Linné et à ses disciples.